# Billie Marten
Isabella Sophie Tweddle (Reino Unido, 27 de maio de 1999), mais conhecida como Billie Marten, é uma cantora e compositora britânica.